# Blinx: The Time Sweeper
Blinx: The Time Sweeper es un videojuego de plataformas desarrollado por Artoon y publicado por Microsoft Game Studios. Fue lanzado para la Xbox el 7 de octubre de 2002. Su secuela, Blinx 2: Masters of Time and Space, fue lanzada para la Xbox en 2004.

## Introducción
Anunciado como el primer juego de acción en 4D del mundo, Blinx es un juego de plataforma en tercera persona, en el cual el jugador controla a Blinx, un barrendero del tiempo, en su misión para impedir el fin del mundo. El juego gira en torno al control del tiempo de Blinx. Blinx está equipado con una aspiradora mágica, la aspiradora del tiempo (o TS-1000), con la que puede ejercer cierto control sobre el tiempo en sí: frenar, acelerar, revertir o detener totalmente su entorno.

## Rondas
El juego cuenta con 9 rondas o zonas.
Time square: Primera zona del juego. Trata de una ciudad (por la noche) abandonada y llena de monstruos del tiempo. Su jefe es Dust King.
Deja vu canals: Segunda zona del juego. Ciudad (de día) también abandonada que se caracteriza por sus canales de agua cristalina poco profundos. Durante el transcurso de esta zona podrás ver a la princesa gritar siendo transportada por un miembro de la Tom-Tom-Gang. El jefe es Kerogon.
Hourglass caves: Tercera zona del juego. Consiste en unas cavernas llenas de arena, con muchos reflejos que simulan que la caverna es el interior de un reloj de cristal. El jefe es Molesaur.
Forgotten city: Cuarta zona del juego, representa una ciudad (de día) olvidada que se encuentra en ruinas. Su jefe es Red Dust King.
Temple of lost time: Quinta zona del juego. Templo que guarda el tiempo perdido. Su jefe es Juggernaut.
Mine of precious moments: Sexta zona del juego, que consiste en una mina que guarda los recuerdos de los momentos más preciados. Su jefe es Orange Kerogon.
Everwinter: Séptima zona del juego. Es un lugar donde siempre es invierno y está cubierto de nieve. Es de día y su suelo es muy resbaladizo por lo que hace que sea una zona un poco más difícil. Su jefe es Hydrosaur.
Forge of hours: Octava zona del juego. Representa el lugar donde se forjan o crean las horas. Su jefe es Red Juggernaut.
Momentopolis: Novena y última zona del juego. Aquí puedes comprar la Master Sweeper (la mejor aspiradora del tiempo que dispara agua y fuego a la vez) por 90000 Gold tras recoger todas las medallas gato. Aquí deberás luchar contra el jefe final del juego que es muy poderoso. Este jefe es en realidad un Gatekeeper gigante con una armadura que le permite controlar el tiempo.

## Desarrollo
En Blinx: The Time Sweeper, el jugador toma el papel de Blinx, un gato que trabaja en una instalación conocida como la Fábrica de Tiempo. Es una instalación localizada fuera del tiempo, responsable de la creación, distribución y mantenimiento del flujo del tiempo a través del universo. Cuando se encuentran problemas técnicos y corrupción en el flujo del tiempo, la Fábrica del Tiempo dispersa barrenderos del tiempo para localizarlos y corregirlos. Las discontinuidades temporales pueden manifestarse en malévolos Monstruos del Tiempo, quienes rondan libremente entre las dimensiones, distorsionando todo con lo que entran en contacto. Cuando una pandilla de cerdos malvados conocida como la Tom-Tom-Gang empieza a robar y destruir el tiempo en la dimensión B1Q64, esta se vuelve temporalmente inestable de modo que los barrenderos del tiempo deciden que detener el suministro de tiempo para la dimensión B1Q64 es más seguro para el resto de las dimensiones, suspendiéndola y evacuándola de sus habitantes indefinidamente. Cuando Blinx ve un mensaje de una joven princesa atrapada en esa dimensión, haciendo caso omiso de la advertencias de los demás, decide saltar hacia el portal de la dimensión B1Q64 para rescatarla antes de que se cierre.
En cada nivel, Blinx debe viajar de la Puerta de Entrada a la Puerta de Salida de cada zona de la dimensión B1Q64 eliminando a los monstruos de tiempo que existen en cada nivel. Cada nivel tiene un tiempo límite de 10 minutos. Si no lo consigue la zona quedará destruida.

## Objetos
El juego presenta una tienda disponible después de que el primer nivel de cada ronda este completada. La encargada de la tienda (conocida como Catherine en Blinx 2: Masters of Time and Space) ayuda a Blinx mediante la venta de estos objetos:
Sweepers o Aspiradoras
Esto es lo que utiliza Blinx para recoger la basura, algunos otros se pueden utilizar para derrotar a ciertos Monstruos de Tiempo. Blinx comienza con un modelo básico.
Ranuras de Tiempo, Ranuras de Intento e Intentos
Respectivamente, permiten llevar más poderes de control de tiempo, más intentos e intentos por si sufre algún ataque.
Bombas y Superbombas
Activados después de que Blinx los dispara, son útiles contra los Keroppers.
Spike Balls
Tienen el doble de poder que la basura normal. No se encuentran en el transcurso del juego.
Una última aspiradora puede ser encontrada para derrotar al último jefe, desbloqueado si consigues todas las medallas gato en el juego.
Gold (G), es la moneda del juego, su forma es la misma que la de los cristales del tiempo, la única diferencia de que el Gold es de oro y viene en diferentes tamaños. Más grande significa más costoso y viceversa, la Tom-Tom-Gang viven por este botín, así que en lugares con muchos Gold pueden llegar Tom-Toms a robarte.

## Monstruos
A lo largo del juego Blinx se encuentra con varios Monstruos de Tiempo que pueden quitarle uno de sus Intentos: Estos monstruos están clasificados por colores, indicando cuantos golpes puede soportar. Aquí una lista de las bestias:
Chrono Blobs
Este monstruo salta en círculos y no es un gran problema. Puede resistir hasta 4 golpes. Verde= 1 golpe, Amarillo= 2 golpes, Rojo= 3 golpes, Morado= 4 golpes.
Spikers
Estos se pueden confundir con los Chrono Blobs. A diferencia de Blinx 2: Masters of Time and Space son invencibles cuando se hacen bola de picos. Pueden soportar hasta 4 golpes. Azul con franja verde= 1 golpe, Verde con franja morada= 2 golpes, Amarillo con franja roja= 3 golpes, Morado con franja azul= 4 golpes.
Keropper
Estos monstruos pueden comer cualquier cosa que Blinx les dispare a la cara, incluido bombas que al tragarse se activarán dentro suyo. Blinx también puede atacarlos por la espalda, jugadores experimentados pueden disparar en la flecha por encima de sus cabezas. Pueden soportar hasta 2 bombas, 1 Superbomba o 3 golpes en la espalda. Verde= 1 golpe, Rojo= 2 golpes.
Octoballoon
También diferentes de Blinx 2: Masters of Time and Space estos monstruos tienen 8 tentáculos y pueden arrojarle basura a Blinx. Estos son los únicos monstruos voladores de Blinx:The Time Sweeper. Pueden resistir hasta 2 golpes. Azul= 1 golpe, Morado= 2 golpes.
Dust Herder
Estos monstruos se sostiene sobre una pelota (que cuesta 100G) y te arroja basura con su bastón mágico. Tiene un parecido con los Devil de Blinx 2: Masters of Time and Space. Pueden soportar hasta 3 golpes. Azul= 1 golpe, Verde= 2 golpes, Rojo= 3 golpes.
Molegon
Estos monstruos hacen túneles subterráneos, delatados por un montón de polvo por donde pasan mientras están enterrados, son invencibles debajo de la tierra. Le gusta ir por debajo de Blinx. Su debilidad es cuando sale a tomar aire, en ese punto es extremadamente vulnerable. Puede soportar hasta 2 golpes. Amarillo= 2 golpes.
Water Spirit
Parecidos a una babosa gigante, estos monstruos son capaces de resistir hasta 10 golpes, tras los cuales se convierten a su forma verdadera parecida a una pequeña lagartija que solo resiste 1 golpe.
Si posees la TS-2000 Fuego, puedes destruir en un solo golpe su primera forma. Aparecen en Forggoten City y Everwinter.
Combustasaur
Parecidos a los Water Spirit pero envueltos en llamas, pueden aguantar 10 golpes antes de pasar a su forma de lagartija (un golpe más.) Si posees la TS-2000 Agua, puedes acabar con su primer forma en un solo golpe. La diferencia crucial entre el Water Spirit y el Combustasaur es que este último es más alto y te dispara bolas de fuego.
Gatekeeper
Un fantasma que anida dentro de una extraña puerta con aspecto de arlequín. La puerta de donde sale este monstruo es indestructible e impedirá tu avance por el nivel a menos que acabes con el pequeño fantasma que sale de ella, entonces, la puerta desaparecerá. Verdes soportan 2 golpes, violetas 3. Aparecen a partir de Forggoten City.
Ice Turtle
Este pequeño y a simple vista simpático monstruo se esconderá en la nieve hasta que te le acerques.
Solo soportan 1 golpe, pero tras recibirlo explotarán como una super bomba así que es mejor dispararles desde lejos (esto no sucede cuando caen por un precipicio) Solo aparecen en Everwinter.
Typhon
Estos molestos bichejos con forma de caballo de mar, giran en el aire formando un tornado que atrapa e inmoviliza a Blinx permitiéndole a otros monstruos dañarlo. Cuando están en su forma de tornado son invencibles (excepto si usas una pausa.) Aparecen en Everwinter y Forge of Hours.
Golem
Extraños robots con cara de reloj. Al entrar en una habitación, el golem se construirá a partir de varias piezas en el suelo (tres piezas). Si usas una pausa para aspirar cada pieza antes de que se forme le restarás 1 punto de vida por cada pieza aspirada, si las recoges todas, el monstruo (una vez finalizada la pausa) simplemente morirá. En niveles posteriores, Golem será protegido por dos pequeñas esferas. Si disparas a estas esferas, aparecerán pequeños relojes que podrás aspirar y usar como munición. Cada pieza del Golem vale por 100 Gs. Aparece en Forge of Hours y Temple of the lost time.
Al final de cada zona, una vez superados los anteriores niveles de esa zona, deberás luchar contra un monstruo del tiempo mucho más resistente que los normales. Tienen forma parecida a los monstruos normales pero son gigantes y de diferente color además de poderes especiales.

## Jefes de Ronda
Dust King (Time Square)
Una versión gigante del Dust Herder. Este jefe cuenta únicamente con 3 ataques, los cuales son, saltar por el escenario de batalla tratando de aplastarte, lanzarte basura con su bastón mágico, y cargar poder para invocar una pesa de 16 Toneladas sobre ti (Aunque no de en el blanco, te hará tropezar al tocar el suelo.) Tiene una resistencia de 3 golpes.
Kerogon (Deja Vu Canals)
Una versión gigante del Keropper. Este jefe al igual que el anterior tiende a saltar alrededor del escenario. Tiene el poder de absorber los disparos como el Keropper y arrojar basura como un Dust Herder. A diferencia de los Keropper, el Kerogon es inmune a tragar bombas. Tiene una resistencia de 3 golpes.
Molesaur (Hourglass Caves)
Una versión gigante del Molegon. Al igual que su hermano pequeño, el Molesaur gusta de esconderse bajo tierra esperando a su víctima. Se pueden optar por dos estrategias para vencerle. La primera es matarlo como a un Molegon, esperando a que el venga por ti. La segunda es colocarse sobre las plataformas de piedra que aparecen en el escenario de batalla para que Molegon se las coma en vez de a ti, esto te dará un par de segundos para dañarlo. Consta de una resistencia a 3 golpes.
Dust King Rojo (Forggoten City)
Versión mejorada del Dust King de Time Square. Este jefe se caracteriza por saltar alrededor de todo el escenario como su forma anterior, con la excepción de que cada cierto tiempo ejecutará un hechizo que hará cambiar todo el campo de batalla. Este monstruo dispara dos veces más basura que el Dust King original ya que cuenta no con uno si no con dos bastones mágicos. Consta con una resistencia de 6 golpes, sin embargo, después del tercero empezará a perseguirte por todo el escenario. (El lugar donde vaya a saltar se tornará rojo antes de que él caiga sobre él).
Juggernaut (Temple of the lost time)
Versión gigante del Golem. El Juggernaut a pesar de tener la apariencia de los Golem, no cuenta con ninguna otra de sus características. Sus tácticas son saltar por encima de ti y dejar bombas por donde aterriza. Su segundo ataque consiste en flotar en el aire y convertirse en una esfera gigante, una vez transformado intentará arrollarte para después volver a su forma natural. Cada vez que hieras al Juggernaut, de su cuerpo nacerán pequeños monstruos del tiempo con forma de pelotas que intentarán golpearte (Si matas al Juggernaut estas morirán.) Consta con una resistencia de 5 golpes.
Kerogon Naranja (Mine of precious moments)
Una versión mejorada del Kerogon de Deja Vu Canals. Este Kerogon es mucho más difícil de herir que el anterior pues salta más rápido. Además de lanzarte basura también cuenta con la habilidad de escupir cientos de barriles que te harán rodar al abismo. Una vez cada cierto tiempo sacudirá el escenario de batalla causando que este se vaya cayendo a pedazos, obligándote a luchar en un terreno cada vez más pequeño. Consta con una resistencia de 8 golpes, sin embargo tras el quinto golpe, enloquecerá y tratará de embestirte con un ataque muy veloz y casi ineludible (es recomendable usar pausas una vez cargue su ataque rápido).
Hydrosaur (Everwinter)
Parecido al Molesaur de Hourglass caves. Este monstruo es muchísimo más poderoso que su antecesor pues consta con una resistencia de 8 golpes y muchos más ataques. Su primer ofensiva consta en nadar bajo el hielo congelado e intentar morderte a través de él. Su segundo ataque consta en saltar muy alto y dejarse caer en picada sobre el campo de batalla creando una onda expansiva mortal que te lanzará al agua helada. Su tercer ataque consta en escupir barriles de metal con su boca hacia ti. Finalmente su última ofensiva consiste en ir hundiendo el hielo sobre el que estás parado obligándote a luchar en un terreno cada vez más pequeño.
Juggernaut Rojo (Forge of hours)
Versión mejorada del Juggernaut de Temple of the lost time. Este monstruo es el segundo más difícil del juego debido al terreno de batalla que consta en un círculo de metal gigante que se divide en secciones, cada sección gira hacia un lado distinto. Este monstruo salta mucho más lejos que su antecesor. Al ser herido, el Juggernaut Rojo invocará pequeños monstruos con forma esférica que intentarán golpearte, es recomendable acabar con ellos rápidamente para conseguir controles de tiempo pues justo después el Juggernaut se convertirá en esfera también y los usará como un escudo giratorio mientras trata de golpearte (en esta versión es muy difícil evitar ser aplastado).
Jefe Final (Momentópolis)
Un extraño demonio con el poder de controlar el tiempo. (Es recomendable abastecerse bien en la tienda antes de comenzar con esta última ronda.) Su primer ataque consiste en enviarte al pasado obligándote a luchar con las versiones mejoradas de cada jefe (Dust King Rojo, Kerogon Naranja, Hydrosaur y Juggernaut Rojo.) Una vez derrotados estos 4 jefes, se te permitirá entrar en la última tienda para recuperar intentos y otros elementos que pueden serte útiles. (Como dato adicional, si consigues todas las medallas gato secreto del juego, podrás comprar la máxima aspiradora [Master Sweeper] por 90 000 G's).
Este jefe consta de 4 fases distintas, cada una con su forma única de ofensiva.
Primera Forma: El jefe rondará en círculos alrededor del escenario, de vez en cuando abrirá su cara y lanzará bombas, justo en ese momento deberás dispararle. También puede lanzar rayos eléctricos de sus cuernos para detonar las bombas o simplemente para dañarte,  en esta fase puede invocar el control "Rápido", "Pausa" y "Lento".
Segunda Forma: Tras recibir un par de golpes, se duplicará a sí mismo. En esta fase los dos jefes lanzarán bombas normales y bombas de hielo que al explotar congelan el escenario de batalla. Justo cuando ambos monstruos disparen sus bombas deberás dispararle a uno e inmediatamente después al otro. Pueden invocar los controles de tiempo ya mencionados. Cuando conjuran dichos controles, golpearán el suelo causando una onda expansiva mortal. También pueden volverse más grandes y con sus manos darle vuelta al terreno para intentar tirar y vaciar de bombas el suelo.
Tercera Forma: Un par de golpes después enloquecerá e intentará golpearte con su mano. Es difícil esquivarlo pero no imposible. En esta forma tirará bombas normales y de hielo. Es inmune a disparos, por lo que debes hallar otra forma de dañarlo que consiste en utilizar el elemento de tiempo que corresponda al color que adquiera la esfera que posee en su cabeza. También puede optar por tragarte y escupirte al abismo.
Cuarta forma: Tras destruir su armadura de roca, se convertirá en un fantasma verde que intentará tocarte a gran velocidad, en esta fase solo debes golpearlo 1 vez más para que finalmente muera. Necesitarás esquivar el primer golpe moviéndote hacia la izquierda o derecha de inmediato y saltando a la vez, rápidamente dispárale.

## Controles de tiempo
Blinx tiene a su disposición seis diferentes controles de tiempo. Cinco de estos controles de tiempo se basan en los controles que se encuentran comúnmente en una videograbadora y la sexta es única.
Para ganar controles de tiempo, Blinx debe recolectar cristales de tiempo. Los cristales de tiempo aparecen flotando y girando resplandecientes en el mundo del juego. Blinx puede recolectar los cristales de tiempo en cualquier orden, pero cuando obtienes cuatro a la vez, se convierten en controles de tiempo. Si Blinx obtiene tres del mismo cristal, gana un control de ese tipo de cristal. Si Blinx obtiene cuatro del mismo cristal, gana dos controles de ese tipo de cristal.
Blinx puede usar cualquiera de estos cinco primeros controles de tiempo en cualquier momento, siempre y cuando el recoja la secuencia correcta de cristales.
- REW o Rebobinar - Dos corchetes angulares púrpuras apuntando hacia la izquierda. Sus cristales son cruces púrpuras. Este provoca que el tiempo corra hacia atrás para todo el mundo excepto para Blinx. Puentes y otros elementos previamente destruidos pueden ser restauradas con este control de tiempo sin importar que el tiempo en el que fue destruido. Útil cuando hay un arroyo con una corriente en un solo sentido o cuando necesitas subir una cascada.

- FF o Adelante - Dos corchetes angulares naranjas apuntando hacia la derecha. Sus cristales son pirámides anaranjadas. Este provoca que el tiempo corra con más rapidez para todo el mundo, incluyendo a Blinx. Durante FF, Blinx es invulnerable a los daños de los monstruos de tiempo o peligros del medio ambiente: cualquier daño anulara el control de tiempo y Blinx quedara ileso. También hace que Blinx corra el doble de rápido y salte ligeramente más alto.

- PAUSE o Pausa - Dos rectángulos de color azul claro. Su cristal es una luna creciente color azul. Este provoca que el tiempo se detenga para todos en el mundo excepto para Blinx. Todos los objetos del escenario se congelan mientras se ejecute PAUSE, así puedes saltar encima de ellas y alcanzar áreas secretas. Además, no puedes usar interruptores ni trampolines mientras esté encendido.

- REC o Grabar - Un círculo verde. Sus cristales son diamantes verdes. La primera fase de REC son 10 segundos de grabación, en los que Blinx es invulnerable a todos los daños, y te puedes mover con normalidad. Cuando los 10 segundos pasan (o si Blinx ha sido lastimado por algún peligro), el mundo se rebobina 10 segundos, y el mismo lapso de tiempo se repite. Durante este 'playback', lo que haya hecho Blinx durante la grabación será reproducido como un fantasma verde, lo que permite mejorar las tácticas de lucha, o acertijos que requieran dos jugadores para ser resuelto (como una balanza o una catapulta).

- SLOW o Lento - Un triángulo amarillo apuntando hacia la derecha. Sus cristales son estrellas amarillas. Este provoca que el tiempo corra con más lentitud para todos en el mundo excepto para Blinx. Los objetos en el escenario se desaceleran mientras se ejecute SLOW y se puede llegar de un salto a zonas ocultas.

Hay un sexto control de tiempo llamado RETRY. Este control de tiempo no puede ser usado manualmente, se activa automáticamente cuando Blinx es noqueado o cae a un abismo. Si Blinx no tiene un RETRY al ser noqueado, el juego se acaba.
- RETRY o Intento - Un corazón rojo. Sus cristales son corazones rojos. RETRY provoca que todo en el mundo, incluyendo a Blinx, sea rebobinado hasta un punto en el que Blinx se encuentre a salvo.

Blinx puede contener cualquier combinación de REW, FF, PAUSE, REC o SLOW hasta el número de controles que tenga. Se empieza con tres controles de tiempo, pero puedes ganar hasta 10 a medida que el juego avance. El control de tiempo RETRY requiere un tipo especial de controlador, llamado control de intentos. Blinx empieza el juego con tres controles de intento, pero puedes subir hasta el 9 (en alusión a la tradición que los gatos tienen nueve vidas)